# Robert Tryon
Robert Choate Tryon (1901–1967) – amerykański psycholog, profesor Uniwersytetu Kalifornijskiego. Znany jest przede wszystkim z prowadzenia długoletnich badań laboratoryjnych na szczurach w ramach których udowodnił, że różnice indywidualne w zakresie zdolności uczenia się tych zwierząt zależą od czynnika genetycznego. Tryon był uczniem Edwarda Tolmana, psychologa-behawiorysty, który jako pierwszy na świecie opublikował badania dotyczące selektywnej hodowli szczurów pod względem ich zdolności uczenia się znajdowania drogi w labiryncie. Robert Tryon był również jednym z pionierów analizy skupień.

## Badania na szczurach
Tryon, zainspirowany badaniami Tolmana, rozpoczął w 1927 r. selektywną hodowlę szczurów, która trwała przez kolejnych 18 pokoleń. Kryterium hodowli tych zwierząt była ich zdolność uczenia się znajdowania drogi w specjalnie dla nich stworzonym labiryncie. O tym, czy ich nauka jest efektywna badacz ten wnioskował na podstawie liczby popełnianych przez szczury błędów, a więc liczby wejść w ślepy zaułek labiryntu. Już w siódmym pokoleniu Tryonowi udało się uzyskać dwie czyste linie zwierząt – szczury tzw. "tępe" (popełniające więcej błędów w trakcie nauki) i tzw. "mądre" (popełniające mniej błędów w trakcie nauki).
Chociaż wyhodowane przez Tryona dwie linie zwierząt różniły się w sposób istotny pod względem zdolności uczenia się labiryntu, to jednak nie różniły się one pod względem innych aspektów zdolności uczenia się. Badacz tłumaczył to w ten sposób, że w uczenie się znajdowania drogi w labiryncie zaangażowane są specyficzne zdolności przestrzenne i to one były rozwijane u tzw. szczurów "mądrych".
Badania na szczurach tzw. "mądrych" i "tępych" były kontynuowane przez R. M. Coopera i Johna Zubka.